# LIFE bioCEEd
LIFE BioCEEd a.s., osoba rizikového kapitálu je česká investiční společnost zaměřená na podporu raných fází vývoje biomedicínských a zdravotnických technologií. Cílem fondu je technologický transfer výsledků aplikovaného výzkumu do tržně využitelných řešení. Společnost disponuje kapitálem ve výši 500 milionů Kč, který poskytli zakladatelé společnosti společně s vybranými investory, mezi které patří fyzické osoby a domácí i zahraniční rodinné firmy.
Společnost se soustředí na podporu a financování výzkumných projektů v oblastech imunologie, fertility, duševního zdraví, mikrobiomu, léčby bolesti a nemocí souvisejících se stárnutím, využívajíc zkušeností svých zakladatelů v biotechnologiích.

## Historie a poslání
Společnost vznikla koncem roku 2024 reagujíc na potřebu efektivnějšího transferu biomedicínských inovací z výzkumného prostředí do klinické praxe a komerční sféry. Fond podporuje rané fáze vývoje medicínských a zdravotnických technologií a usiluje o propojení výsledků výzkumu s komerčním využitím.
Zakladateli firmy jsou čtyři odborníci z různých oblastí zdravotnictví, financí a inovací:
- Michal Zahradníček (*1968) – podnikatel, investor a spoluautor několika patentů specializující se na transfer technologií[zdroj?]
- Martin Albert – chemik se zkušenostmi z farmaceutického průmyslu a akademického prostředí
- Gernot Mittendorfer – bankovní expert a manažer[5]
- Miroslav Havlíček – manažer ve finančních a medicínských společnostech[6]

## Investiční strategie
Společnost LIFE bioCEEd spravuje investiční fond s kapitálem ve výši 500 milionů Kč (20 milionů EUR), který je určen na podporu výzkumných projektů v raných fázích vývoje v oblasti biomedicíny a zdravotnických technologií. Investiční proces probíhá v několika etapách, které jsou zaměřeny na identifikaci projektů, ověření výzkumných hypotéz, hloubkovou analýzu preklinické a klinické hodnocení. Investice jsou rozděleny do dvou investičních kol s tím že maximální výše počáteční investice je až 400 000 EUR (fáze 1), a následná investice až do výše 1,5 mil. EUR (fáze 2). 

## Investoři
Společnost je strukturována jako uzavřená akciová společnost bez veřejné nabídky akcií a je financována ze soukromých zdrojů. Podíl jednotlivých akcionářů nepřesahuje 10 %, což umožňuje zachování rozdělené vlastnické struktury. Mezi investory patří fyzické osoby a podnikatelé s profesními zkušenostmi v oblastech, jako jsou biotechnologie, farmacie, finance a zdravotnické technologie.[zdroj?]
Akcionáři společnosti tvoří skupinu investorů, kteří kombinují kapitál s odbornými znalostmi a dlouhodobým zájmem o vývoj zdravotnických inovací. Společnost funguje jako soukromá investiční entita bez veřejné nabídky akcií, která se zaměřuje na přenos vědeckého výzkumu do praxe neboli projektů s komerčním potenciálem klinického a komerčního uplatnění.